# Таксирово
Такси́рово (рос. Таксырово, башк. Таҡһыр) — присілок у складі Абзеліловського району Башкортостану, Росія. Входить до складу Гусевської сільської ради.
Населення — 398 осіб (2010; 332 в 2002).
Національний склад:
- башкири — 99%